# Пролетарская (станция метро, Минск)
«Пролета́рская» (бел. Пралетарская) — станция Автозаводской линии Минского метрополитена, расположена между станциями «Первомайская» и «Тракторный завод». Открыта 31 декабря 1990 года в составе первого участка Автозаводской линии, который включал пять станций.

## Конструкция
Колонная станция мелкого заложения, трёхпролётная, с двумя вестибюлями (эксплуатируется только западный). В конце платформы размещена скульптура рабочего на фоне строящегося города, созданная Н. Рыженковым.
За декоративной стеной и скульптурой имеется маленькая дверь, которая служит входом в восточный вестибюль. С момента открытия станции в 1990 году он никогда не эксплуатировался. Степень его готовности составляет 80 %: имеется внутренняя облицовка стен, заделы под кассовые и служебные помещения, а также переход из вестибюля. Однако выходом на поверхность является узкая лестница. Выход из восточного вестибюля расположен во дворе дома № 5 по улице Судмалиса и представляет собой отдельно стоящий объект типа «спуск в убежище».
В условиях местной застройки (плотно стоящие пятиэтажные дома, узкая проезжая часть улицы Судмалиса), а также из-за отсутствия объектов социально-культурного или торгового назначения в ближайшее время выход не может эксплуатироваться.

## Вестибюли
«Пролетарская» расположена у излучины Свислочи, рядом с железнодорожной станцией Минск-Восточный. На станции имеются выходы на улицы Судмалиса и Смоленскую, а также на обе платформы Минска-Восточного.

## Галерея

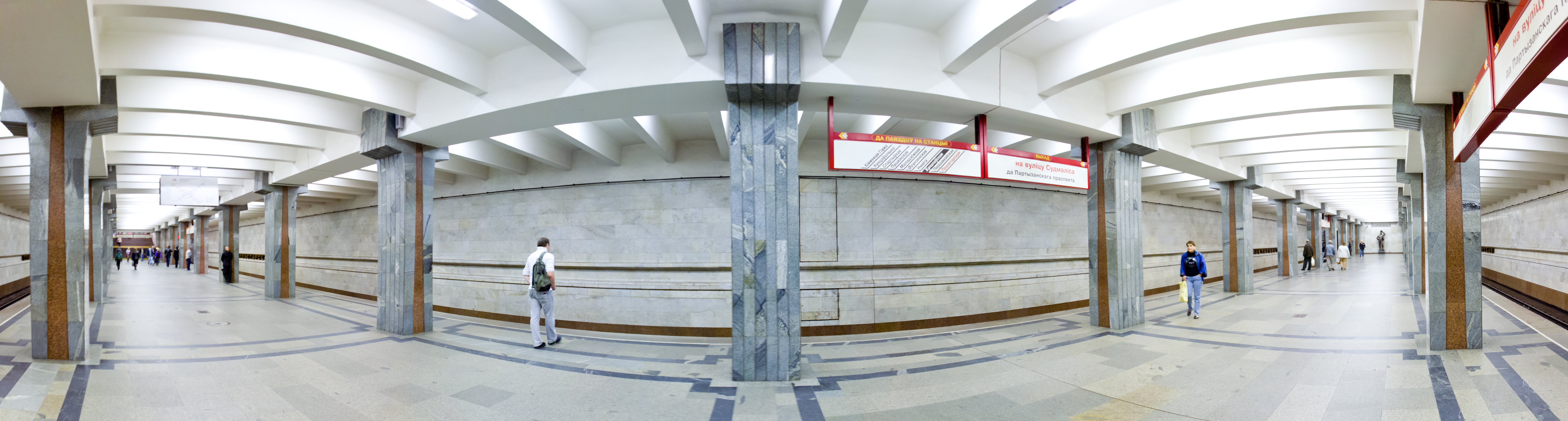
Панорама станции
Интерьер станции
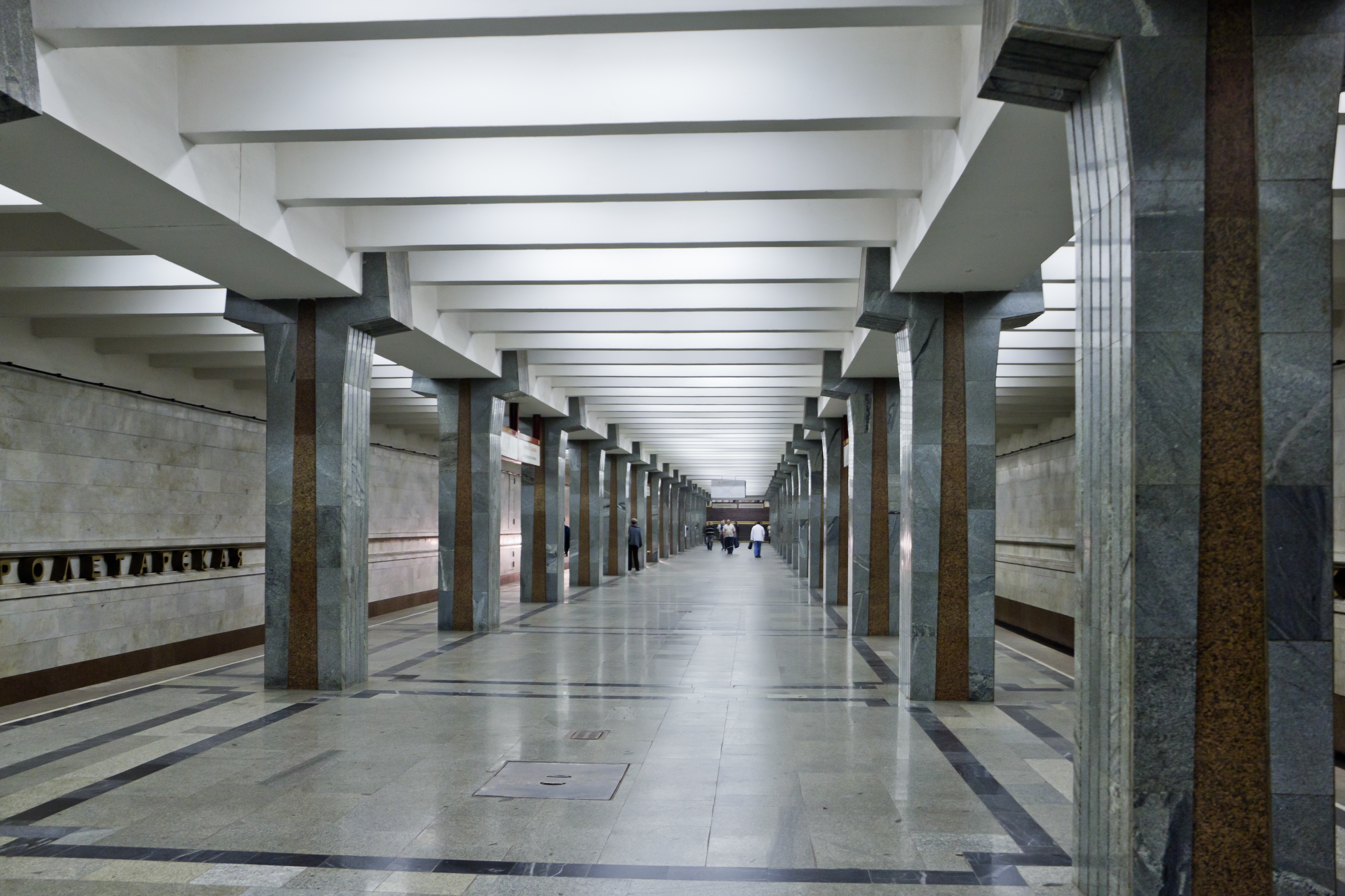
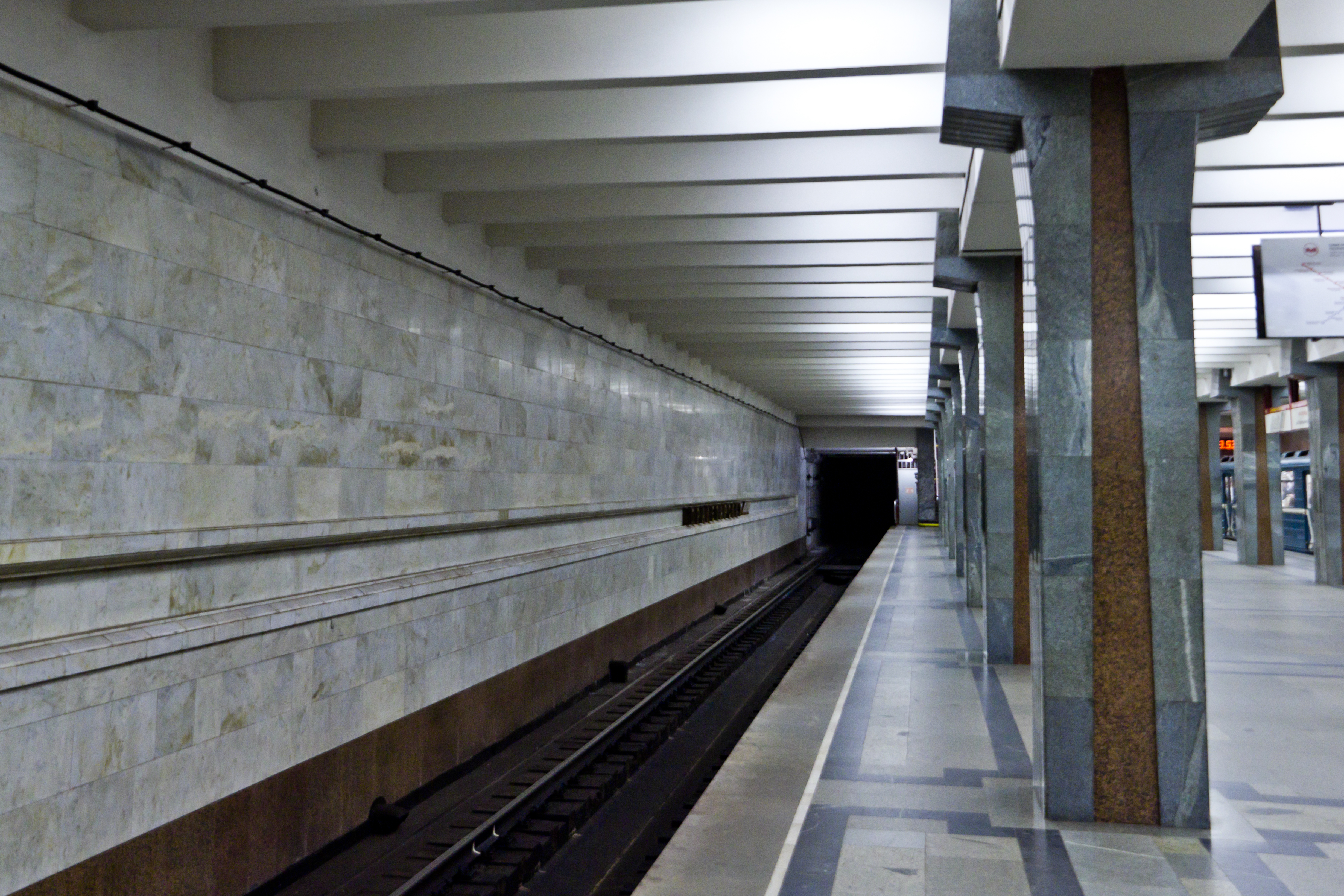
Посадочная платформа
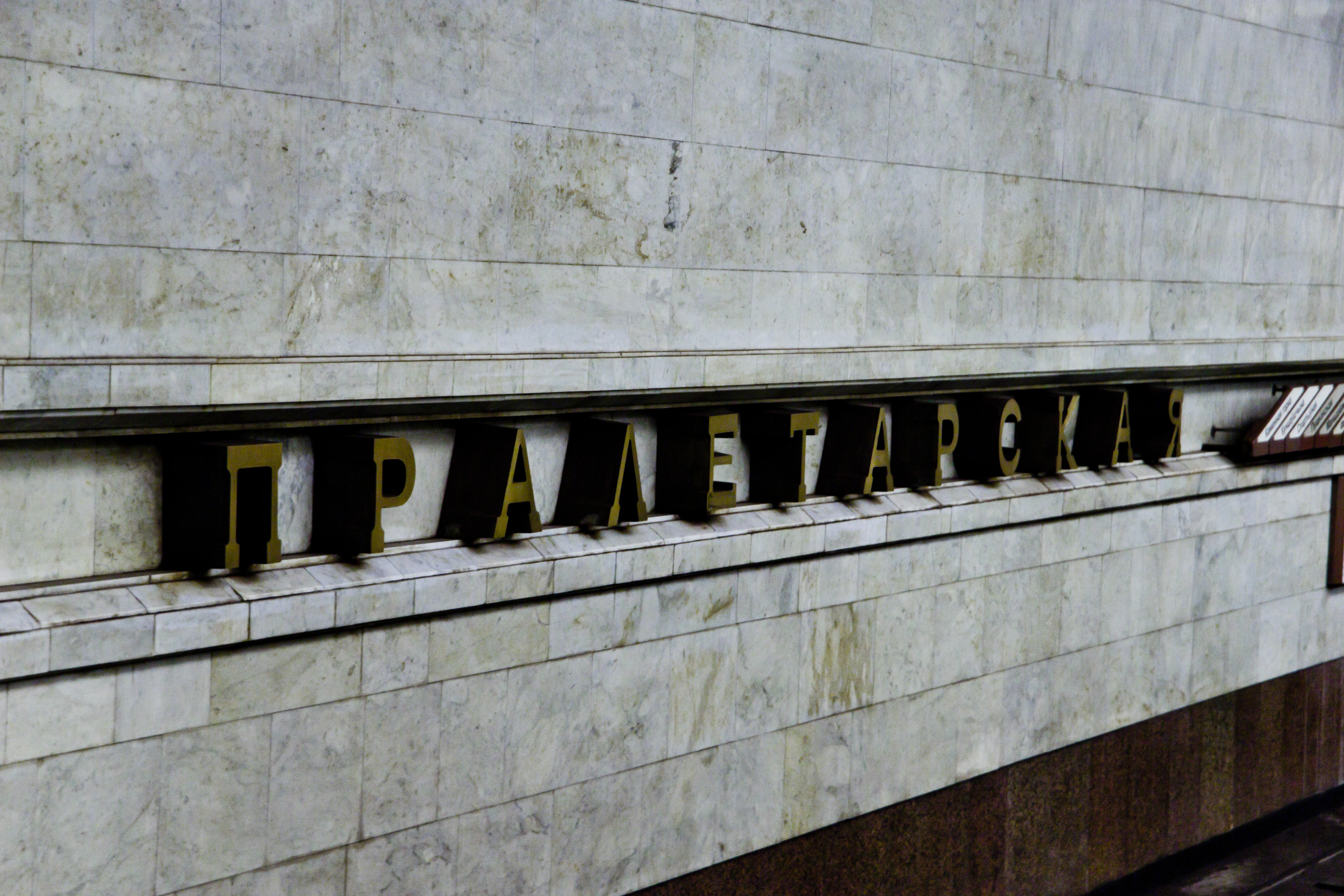
Название на путевой стене
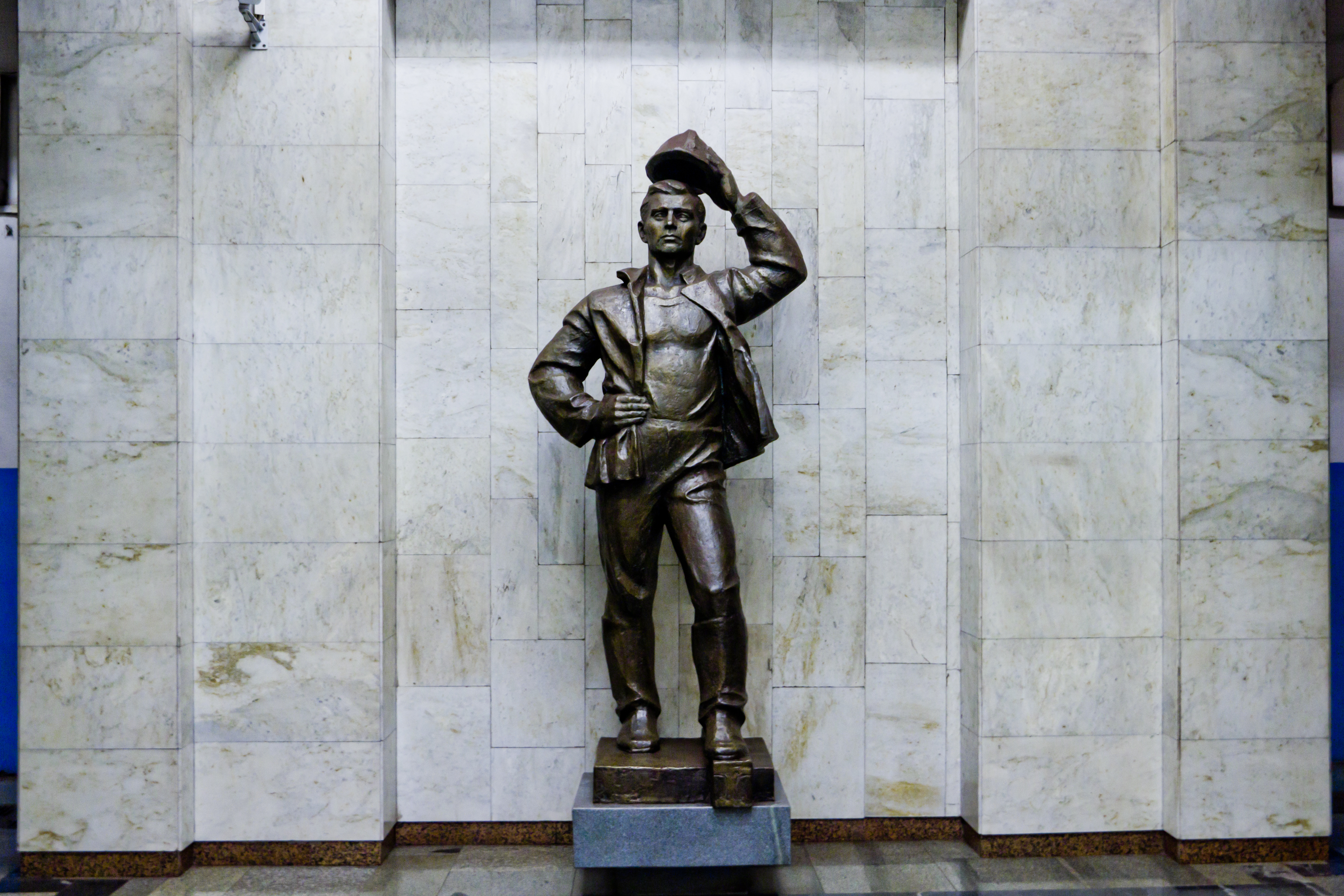
Скульптура рабочего
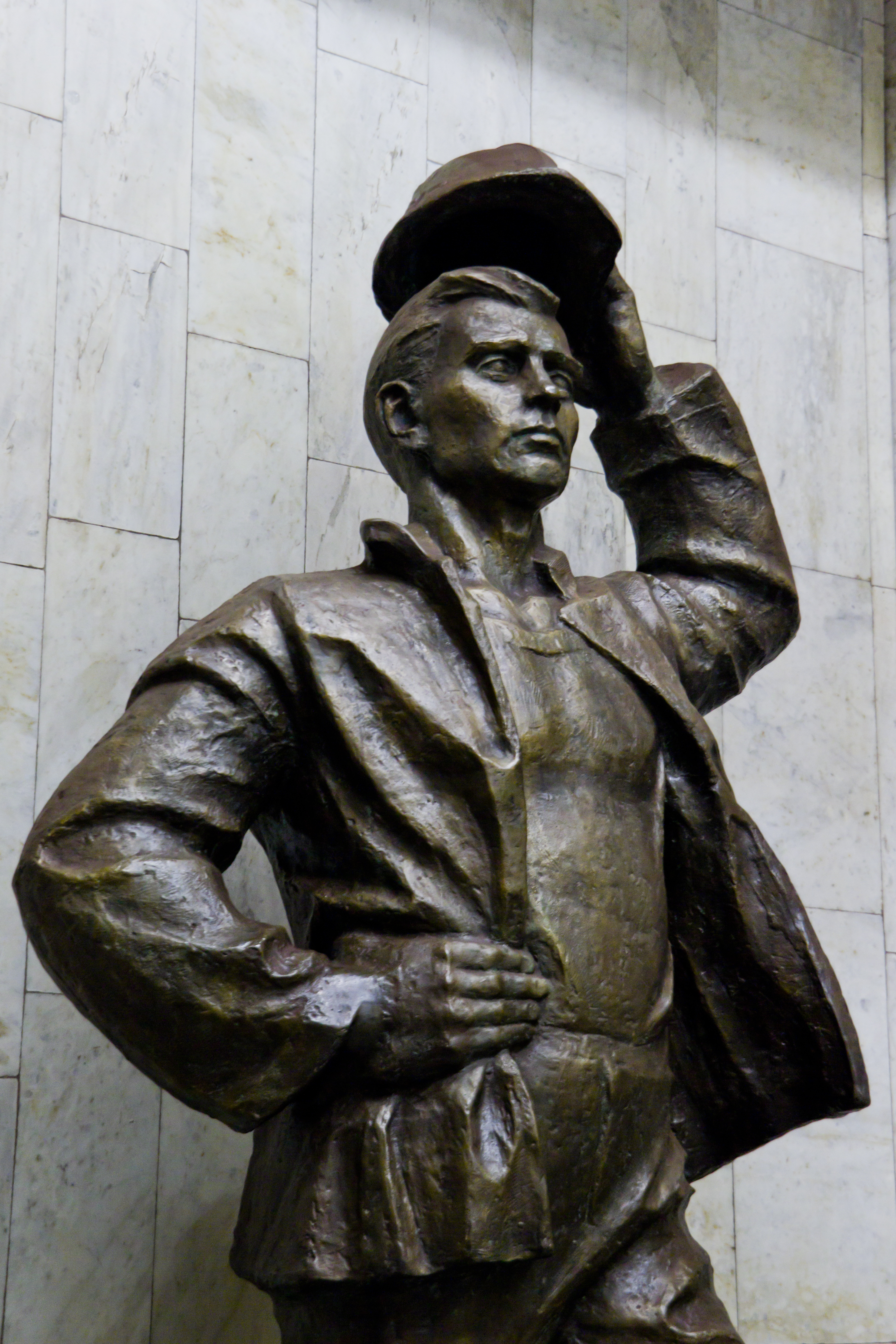
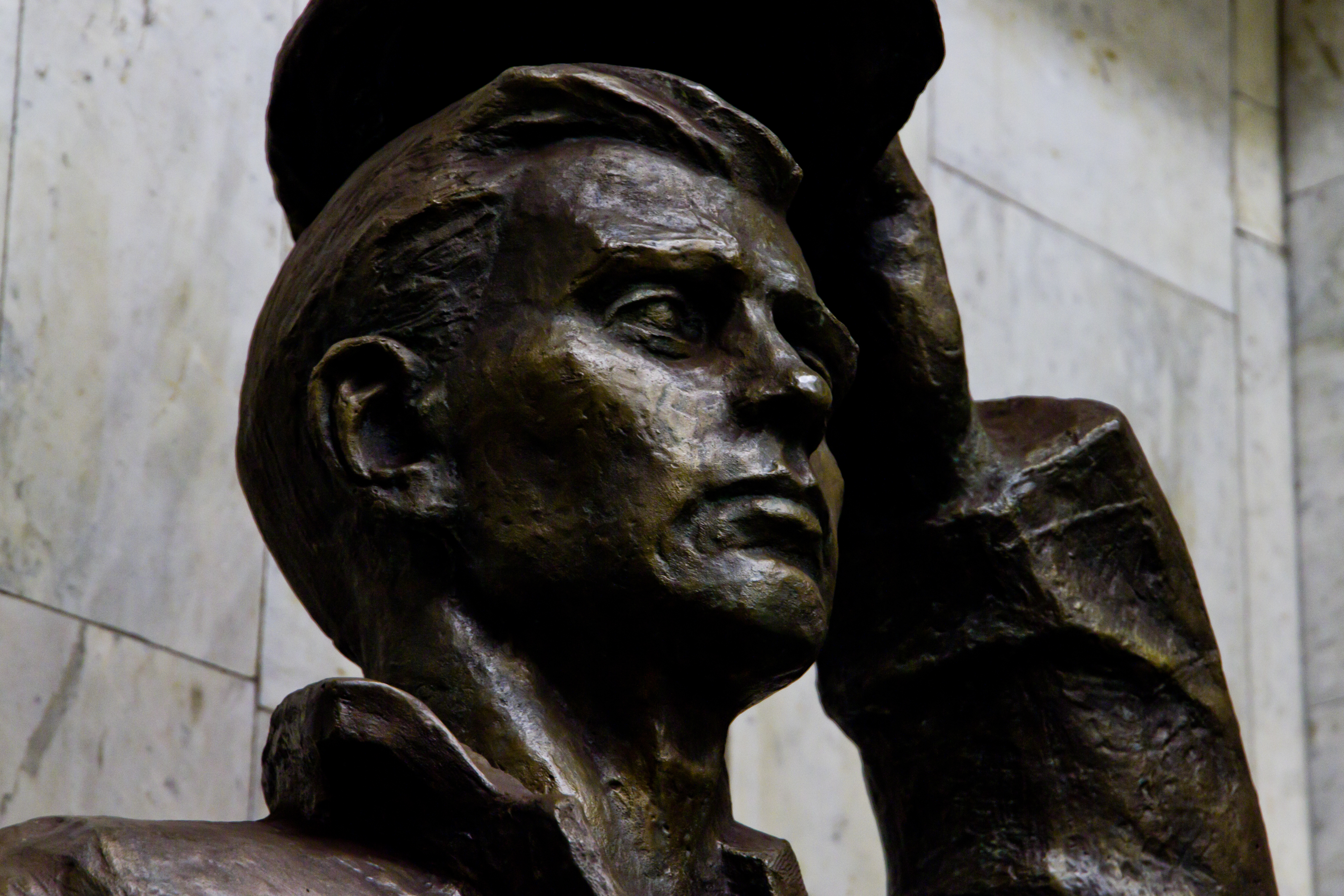